# 聖弗朗索瓦鎮區 (密蘇里州韋恩縣)
聖弗朗索瓦鎮區（英語：St. Francois Township）是位於美國密蘇里州韋恩縣的一個行政鎮區。

## 地方資料
聖弗朗索瓦鎮區的面積為314.38平方千米，當中陸地面積為308.57平方千米，而水域面積為5.81平方千米。根據2020年美國人口普查的數據，當地共有人口1566人，而人口密度為每平方千米4.98人。